# 南掸邦军
南掸邦军（SSA-S）由掸邦政治组织掸邦重建委员会（RCSS）领导，总部位于泰缅边境的累泰亮，致力于掸邦独立建国事业。目前南掸邦军和北掸邦军正在掸邦北部不时发生激烈冲突。

## 历史沿革
北掸邦军和南掸邦军是由原掸邦进步党领导的掸邦军分化演变而成的两支军队。
南掸邦军的前身是由坤沙领导的蒙泰军，1996年坤沙投降缅甸军政府时，其部下昭耀世拒绝投降后，便带领2,000余不能屈服的战士渡过萨尔温江来到掸邦中部成立南掸邦军。
2005年，南掸邦军和1995年脱离蒙泰军而自立门户的掸邦民族军合併，并对外宣布成立掸族联邦政府。
2013年11月掸邦政府修改宪法，将当时的从缅甸“独立”出去的路线改为“掸邦自治”。

## 活动范围
地盘最大。景栋以南，邦弄以东地区。

## 兵力
有正规军15,000余人，分编为756旅、757旅、758旅和759旅，505旅共5个步兵旅四个战区，一个特别行动部队，民兵数万。

## 和佤邦联合军的关系
佤联军数次试图进入南掸邦军控制区，南掸邦军故此还击，发生了若干次战争。

## 资料来源
- Shan State Army-South （页面存档备份，存于）

## 外部連接
臉書資料:
- Lieutenant General Yawd Serk
- RCSS Department of Foreign Affairs
- Shan State Army (SSA)

其它:
- Photos of United Wa State Army (UWSA) and Shan State Army-South (SSA-S) military outposts along the border of Thailand, Chiang Rai province Geopium.org
- Photos from Militaryphotos.net（页面存档备份，存于）
- Burma, Voices from the Resistance （页面存档备份，存于）